# Savoy

Savoy trên bản đồ châu Âu

Savoy (IPA: / sævɔɪ; tiếng Arpita: Savouè, IPA: [savwɛ]; tiếng Pháp: Savoie, IPA: [savwa]; tiếng Ý: Savoia) là một vùng ở Tây Âu. Nó bao gồm phần lãnh thổ phía tây dãy Anpơ nằm giữa hồ Genève ở phía bắc và Monaco và bờ biển Địa Trung Hải ở phía nam.
Vùng đất Savoy lịch sử là lãnh thổ phong kiến của nhà Savoy trong các thế kỷ 11 đến 14. Lãnh thổ lịch sử này hiện thuộc chủ quyền của Pháp và Ý.

## Liên kết
- The History of the Annexation of Savoy and Nice to France according to the United Kingdom, Switzerland and the others...
- Universal Suffrage under Napoleon III by Adams, Charles Kendall
- Savoy Region Movement (tiếng Pháp)
- Ligue Savoisienne (tiếng Anh)
- La Région Savoie, j’y crois ! (tiếng Pháp)
- Francia Media}: a territorial and genealogical disambiguation of Lorraine and Burgundy, with a section on Savoy